# Grant Gustin
Pour les articles homonymes, voir Gustin.
Thomas Grant Gustin, dit Grant Gustin, est un acteur américain, né le 14 janvier 1990 à Norfolk (Virginie).
Il est révélé pour son rôle de Sebastian Smythe dans la série télévisée Glee, puis avec celui de Barry Allen / Flash dans la série télévisée Arrow. Sa prestation très remarquée du personnage a conduit à la création de la série dérivée, Flash, qui lui a permis de se faire connaître du grand public.

## Biographie

### Jeunesse et formation

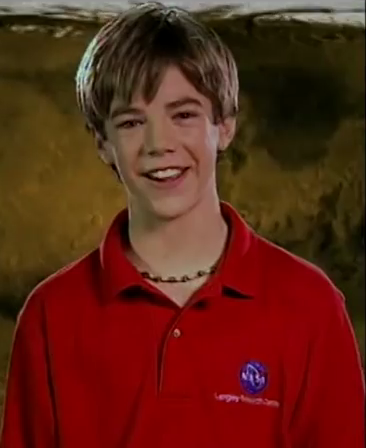
Grant Gustin pour la NASA's Kids Science News en 2003.

Thomas Grant Gustin naît le 14 janvier 1990 à Norfolk, en Virginie. Il est le second fils de Tina Haney, une infirmière pédiatrique et de Thomas Gustin, un professeur d'université. Il a un frère aîné, Tyler Gustin et une sœur cadette, Grace Gustin.
Au cours de ses études secondaires, il a assisté au programme de la Governor's School for the Arts (en) à Norfolk, option théâtre musical.[réf. nécessaire]
En 2008, il est diplômé de Granby High School et intègre le BFA Music Theatre Program à l'université Elon, en Caroline du Nord, durant deux ans. Il quitte l'université après avoir obtenu le rôle de Baby John à Broadway lors du Revival Tour of West Side Story et s'est produit du 30 septembre 2010 au 23 septembre 2011,.

### Carrière
Le 8 novembre 2011, Grant Gustin fait ses débuts à la télévision  avec la série Glee dans le rôle de Sebastian Smythe, l'un des membres de la Dalton Academy, ouvertement gay et très sûr de lui. Il a obtenu le rôle après de longues et fatigantes semaines de castings et Sebastian est décrit comme un « extraverti, un malicieux et fin calculateur ». Il commence le tournage de cette série à partir du 26 septembre 2011, après avoir interprété pour la dernière fois le rôle de Baby John dans West Side Story.
En 2012, il tourne dans un téléfilm, Mauvaise Influence, avec Annabeth Gish et Jessica Lowndes, diffusé en 2013 sur la chaine Lifetime.
En 2013, il interprète le rôle de Campbell Price dans la cinquième saison de la série 90210 Beverly Hills : Nouvelle Génération, puis il incarnera le rôle principal d'un film indépendant Affluenza, sorti en 2014.

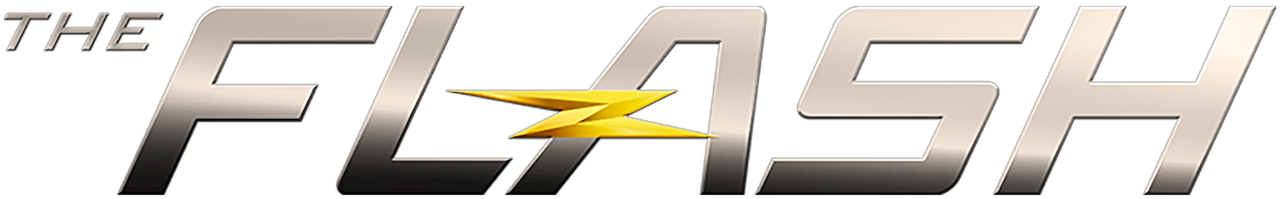
Logo de la série télévisée Flash.

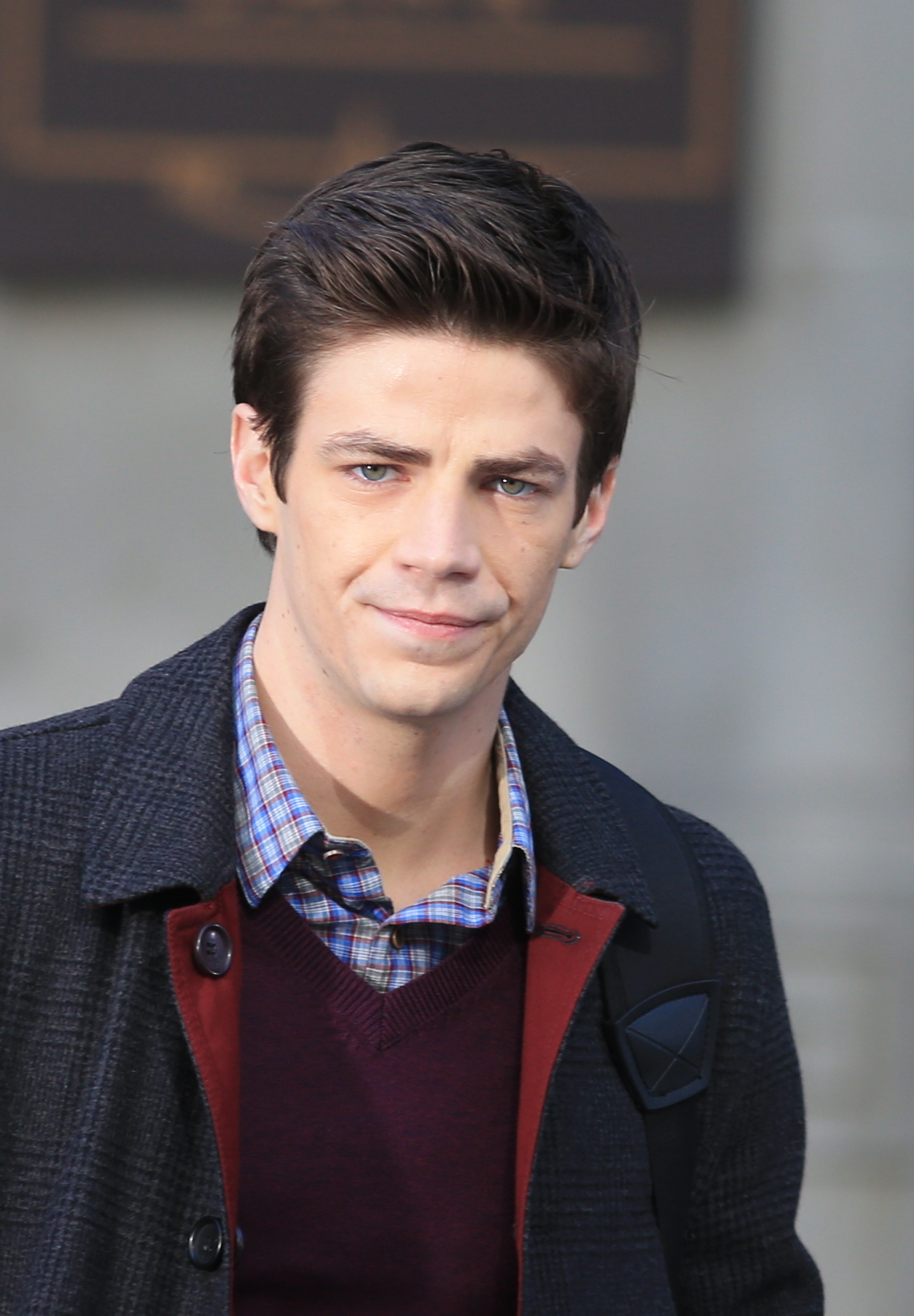
Grant Gustin sur le tournage de Flash en mars 2014.

La même année, il est choisi pour interpréter le rôle de Barry Allen dans deux épisodes de la deuxième saison de la série télévisée Arrow, et la production annonce qu'il pourrait par la suite avoir sa propre série dérivée. Un mois plus tard, à la suite de son apparition dans le rôle de Barry Allen, une série dérivée intitulée Flash (The Flash) créée par Greg Berlanti, Andrew Kreisberg et Geoff Johns est annoncée puis mise en production. La série est diffusée le 7 octobre 2014 sur le réseau The CW aux États-Unis.

Peu après la création de l'univers étendu à partir de la série Arrow, des crossovers ont été pensés pour faire se rencontrer les héros des diverses productions dans le Arrowverse. Début 2015, après le succès de Flash, The CW annonce qu'une autre série dérivée est en projet, intitulée Legends of Tomorrow,, centrée sur des personnages récurrents des deux séries (Arrow et Flash). La même année Supergirl est intégrée à l'univers partagé du Arrowverse. Quelques mois plus tard, une bande annonce officielle de la série est mise en ligne, il est possible de voir que Stephen Amell (Oliver Queen / Arrow) et Grant Gustin (Barry Allen / Flash), respectivement les héros des séries Arrow et Flash y apparaître occasionnellement,. Le 22 mars 2022, la série a été renouvelée pour une neuvième et dernière saison diffusée le 24 mai 2023 sur le réseau The CW aux États-Unis.

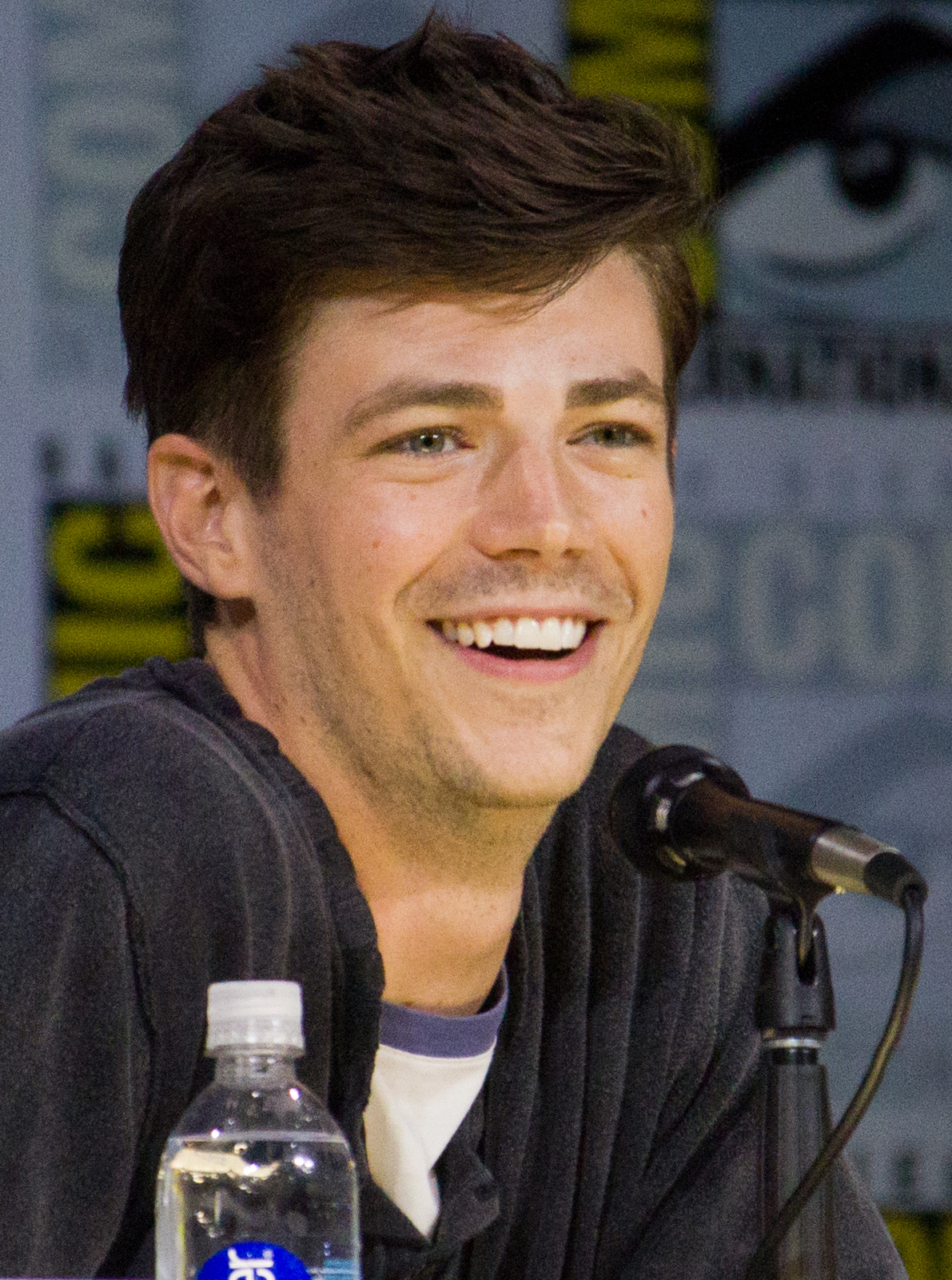
Grant Gustin au San Diego Comic-Con 2017, pour "Flash", au Palais des congrès de San Diego à San Diego en Californie.

En mars 2017, il obtient un rôle dans le film The Last Full Measure de Todd Robinson.
En 2022, il obtient le rôle principal du film Une amie au poil (Rescued by Ruby) de Katt Shea. Le film est diffusé sur la plateforme Netflix depuis le 17 mars 2022,.
En 2023, il obtient le rôle principal du film Puppy Love (en) aux côtés de Lucy Hale, réalisé par Nick Fabiano et Richard Alan Reid (en) le film sort le 18 août 2023 aux États-Unis. Le film est très attendu en doublage français.

### Vie privée
Grant Gustin était ami avec l'acteur Chris Wood, à l'université[Laquelle ?], et ils se sont retrouvés en 2017 sur le tournage du crossover musical de Supergirl et Flash,,.
En août 2014, il est en couple avec Hannah Douglass, une danseuse professionnelle, rencontrée sur le tournage de la série télévisée Glee, jusqu'en janvier 2016.
Depuis janvier 2016, il est en couple avec Andrea LA Thoma, une physiothérapeute. Il annonce leurs fiançailles, en avril 2017. Ils se sont mariés le 15 décembre 2018 à Los Angeles. Le 11 février 2021, le couple annonce qu'ils attendent leur premier enfant. Le 12 août, ils accueillent leur fille Juniper Grace Louise Gustin. Le 3 mars 2024, il annonce avec sa femme qu'ils attendent un deuxième enfant pour cette année. Le 12 septembre, ils annoncent la naissance de leur fils, Arthur James Grant.

## Filmographie

### Cinéma

#### Longs métrages
- 2003 : Kid Fitness Jungle Adventure Exercise Video de Mark Aldo Miceli : Club Fit Kid[32]
- 2014 : Affluenza de Kevin Asch : Todd Goodman
- 2017 : Krystal de William H. Macy : Campbell Ogburn
- 2022 : Une amie au poil (Rescued by Ruby) de Katt Shea : Daniel « Dan » O'Neal[21]
- 2023 : Puppy Love (en) de Nick Fabiano et Richard Alan Reid (en) : Max Stevenson[22]

#### Courts métrages
- 2015 : Superhero Fight Club : Barry Allen / Flash
- 2016 : Superhero Fight Club 2.0 : Barry Allen / Flash
- 2018 : Suit Up : Barry Allen / Flash
- 2018 : Tom and Grant de Tom Cavanagh : Grant

### Télévision

#### Téléfilms
- 2013 : Mauvaise Influence (A Mother's Nightmare) de Vic Sarin : Chris Stewart
- 2017 : Vixen: The Movie : Barry Allen / Flash (animation, voix originale)

#### Séries télévisées
- 2006 : Hantise (A Haunting) : Thomas, le petit ami de Stacey (série documentaire ; saison 2, épisode 5)
- 2011-2013 : Glee : Sebastian Smythe (7 épisodes)
- 2012 : Les Experts : Miami (CSI: Miami) : Scott Vance et Trent Burton (saison 10, épisode 13)
- 2013 : 90210 Beverly Hills : Nouvelle Génération (90210) : Campbell Price (8 épisodes)
- 2013-2020 : Arrow : Barry Allen / Flash (14 épisodes)
- 2014-2023 : Flash : Barry Allen / Flash / Savitar (184 épisodes)
- 2015-2016 : Vixen : Barry Allen / Flash (animation, voix originale ; 8 épisodes)
- 2016-2019 : Supergirl : Barry Allen / Flash (5 épisodes)
- 2016-2020 : Legends of Tomorrow : Barry Allen / Flash (4 épisodes)
- 2019 : Batwoman : Barry Allen / Flash (saison 1, épisode 9)
- 2023 : Titans : Barry Allen / Flash (caméo ; saison 4, épisode 9)

## Théâtre
- 2010–2011 : West Side Story (Broadway Revival Tour) : Baby John

## Distinctions
| Année | Prix                                                 | Catégorie                                                       | Nomination | Résultat   |
| ----- | ---------------------------------------------------- | --------------------------------------------------------------- | ---------- | ---------- |
| 2015  | 41e cérémonie des Saturn Awards                      | Meilleur acteur de télévision                                   | Flash      | Nomination |
| 2015  | Academy of Science Fiction, Fantasy and Horror Films | Breakthrough Performance Award                                  | Flash      | Lauréat    |
| 2015  | 17e cérémonie des Teen Choice Awards                 | Révélation de l'année                                           | Flash      | Lauréat    |
| 2015  | 30e cérémonie des Kids' Choice Awards                | Acteur préféré de télévision                                    | Flash      | Nomination |
| 2016  | 18e cérémonie des Teen Choice Awards                 | Meilleur baiser avec Candice Patton                             | Flash      | Nomination |
| 2016  | 18e cérémonie des Teen Choice Awards                 | Meilleure alchimie avec Candice Patton                          | Flash      | Nomination |
| 2016  | 18e cérémonie des Teen Choice Awards                 | Meilleur acteur dans une série de science-fiction / fantastique | Flash      | Lauréat    |
| 2017  | 19e cérémonie des Teen Choice Awards                 | Meilleur vilain dans une série                                  | Flash      | Nomination |
| 2017  | 19e cérémonie des Teen Choice Awards                 | Meilleur acteur dans une série d'action                         | Flash      | Lauréat    |

## Voix françaises
En France, Alexandre Gillet est la voix régulière de Grant Gustin.
| En France - Alexandre Gillet dans : - Flash (série télévisée) - Arrow (série télévisée, 2e voix) - Supergirl (série télévisée) - Legends of Tomorrow (série télévisée) - Une amie au poil - Romain Redler, dans : - Glee (série télévisée) - Mauvaise Influence (téléfilm) - 90210 Beverly Hills : Nouvelle Génération (série télévisée) | Et aussi - Luc Arden dans Arrow (série télévisée, 1re voix) - Christophe Lemoine dans Vixen (voix) - Julien Rampon-Lamard dans Puppy Love (en) |